# Jess Carter
Pour les articles homonymes, voir Carter.
Jess Carter, née le 27 octobre 1997 à Warwick en Angleterre, est une footballeuse internationale anglaise, qui joue au poste de défenseure au Gotham du NJ/NY.

## Biographie
Le 15 juin 2022, elle est sélectionnée par Sarina Wiegman pour disputer l'Euro 2022.

## Vie personnelle
Elle est en couple avec sa coéquipière en club, l'allemande Ann-Katrin Berger.

## Palmarès

### En club
- Ligue des champions
  - Finaliste : 2021
  - Demi-finaliste: 2023

- Championnat d'Angleterre (5)
  - Champion : 2020, 2021, 2022, 2023 et 2024

- Coupe d'Angleterre (3)
  - Vainqueur : 2021, 2022 et 2023

- Coupe de la Ligue anglaise (2)
  - Vainqueur : 2020 et 2021
  - Finaliste : 2022 et 2023

- Community Shield (1)
  - Vainqueur : 2020

### En sélection
Équipe d'Angleterre :
- Vainqueur du Championnat d'Europe : 2022 et 2025
- Vainqueur de la Finalissima féminine : 2023
- Vainqueur de la Coupe d'Angleterre : 2023
- Finaliste de la Coupe du monde : 2023